# کلیسای مریم مقدس تسیراناور (کرتسانیسی)
کلیسای مریم مقدس تسیراناور (کرتسانیسی) (ارمنی: եկեղեցի؛ انگلیسی: Krtsanis Tsiranavor Surp Astvatsatsin (Geghardavank)) یک کلیسا متعلق به کلیسای حواری ارمنی واقع در شهر تفلیس،  گرجستان می‌باشد. ساخت و ساز این ساختمان در سده ۱۳ام میلادی؛ به پایان رسید. این بنا به سبک معماری ارمنی طراحی شده است.